# Der Urbino-Krimi
Der Urbino-Krimi ist eine Kriminalfilmreihe der ARD mit Leonardo Nigro, Katharina Wackernagel und Hannes Jaenicke in den Hauptrollen, die 2016 mit nur zwei Folgen ausgestrahlt wurde. Schauplatz ist die italienische Renaissancestadt Urbino in der Nähe von Rimini. Die Filmreihe basiert auf den Romanen Der Poliziotto und Der Poliziotto tappt im Dunkeln von Uli T. Swidler.

## Handlung
In Urbino, einer Mittelstadt in der Nähe von Rimini, verrichtet der Polizist Roberto Rossi seinen Dienst. Mit Hilfe seiner guten Freundin, der ewigen Medizinstudentin Malpomena del Vecchio, und dem ehemaligen Kommissar Gruber aus München nimmt er den Kampf gegen das Verbrechen in seinem Ort auf.
Der recht unkonventionelle Ermittler mit fundiertem kunstgeschichtlichen Wissen besitzt zwar eine übersinnliche Veranlagung, aber auch einen sehr bodenständigen Pragmatismus.

## Episodenliste
| Nr. | Originaltitel       | Erstausstrahlung | Regie      | Drehbuch      | Zuschauer             |
| --- | ------------------- | ---------------- | ---------- | ------------- | --------------------- |
| 1   | Die Tote im Palazzo | 17. März 2016    | Uwe Janson | Andreas Knaup | 4,20 Mio. (13,3 % MA) |
| 2   | Mord im Olivenhain  | 24. März 2016    | Uwe Janson | Andreas Knaup | 3,81 Mio. (12,3 % MA) |

## Kritiken
Tilmann P. Gangloff fasste die Grund-Handlung wie folgt zusammen: „Verkehrspolizist Roberto Rossi (Leonardo Nigro) wetteifert nach wie vor mit dem zugereisten deutschen Ex-Kommissar Gruber (Hannes Jaenicke) um die Gunst der attraktiven Baronessa Malpomena del Vecchio (Katharina Wackernagel), die allerdings hinter jeder maskulinen Höflichkeit gleich eine Paarungsabsicht wittert; außerdem wird der „Poliziotto“, wie die Roman-Reihe von Uli T. Swidler heißt, bei seinen Ermittlungen von seinem Chef (Tonio Arango) behindert.“ Er meinte aber, „Leonardo Nigro verkörpert seinen Roberto […] mit einer geschmeidigen Souveränität, die ihn wie eine späte eidgenössische Antwort auf Russel Crowe [sic] wirken lässt. Sein Understatement ist viel gehaltvoller als der handfeste Humor, mit dem Arango den Polizeichef ausstatten muss. Ungleich origineller als dessen Missgeschicke sind Augenblicke wie jener, als der Tote an einem Olivenbaum lehnt und erst umkippt, als ihm eine Olive auf den Kopf fällt. Nach wie vor überflüssig sind die regelmäßig eingestreuten italienischen Wörter, […]die [allenfalls] der Auffrischung des Schimpfwortschatzes dienen. Dafür liefert Gruber eine schlüssige Erklärung für seinen Umzug nach Italien: Selbst sein zwanzig Jahre währender Kampf gegen die Mafia hat ihm die Liebe zu diesem Land nicht nehmen können.“